# 小男孩原子彈
小男孩（英語：Little Boy）是一顆原子彈，它於1945年8月6日投放在日本廣島市，成為第二次世界大戰期間人類首次使用核武器的事件。該原子彈由B-29超級堡壘轟炸機「艾諾拉·蓋」運載，機上由第509混合飞行大队的指揮官保罗·蒂贝茨上校和機長羅伯特·A·路易斯上尉駕駛。這顆原子彈的爆炸能量約相當於15千噸爆炸当量（63 TJ），造成廣泛的傷亡和廣島市區毀滅性的破壞。成為人類歷史上第二次人造核爆炸，僅次於三位一體核試驗。
小男孩原子彈是由曼哈頓計劃的洛斯阿拉莫斯實驗室於第二次世界大戰期間由弗朗西斯·伯奇中校領導的小組開發，這是他們對瘦子原子彈的改進版本。和瘦子一樣，小男孩是一種槍式裂變武器，但其爆炸能力來自於鈾-235的核裂變，而瘦子則基於钚-239的裂變。透過使用硝酸纤维素火藥驅動，將一個空心圓筒（子彈）射擊到一個相同材料的實心圓筒（目標）上，造成整塊超臨界質量的鈾，引發核裂變。該原子彈含有64公斤（141磅）高度濃縮鈾，但僅不到一公斤的鈾進行核裂變。其組件在三個不同的工廠製造，以確保沒有任何一家擁有完整的設計複製品。與需要精密協調成型爆炸裝藥的內爆設計不同，槍式設計被認為幾乎可以確保有效，因此於首次在廣島使用之前並未經過測試。
戰爭結束後，人們原本不認為效率低下的小男孩會再次使用，因此許多計劃和圖紙被摧毀。然而到了1946年中期，漢福德區開始受到维格纳效应（由中子輻射引起的固體原子的位錯）的嚴重影響，使得鈽變得稀缺。為了解決這個問題，桑迪亞基地生產了六個小男孩裝置。1947年，海軍軍械局為P-2海王星巡邏機部署另外25個小男孩裝置，這些飛機可以從中途島級航空母艦上起飛。所有的小男孩裝置在1951年1月底之前全部退役。

## 命名
在第二次世界大戰期間，物理學家罗伯特·瑟伯尔根據兩種原子彈的外形，分別取名為「瘦子」（Thin Man）和「胖子」（Fat Man）。其中「瘦子」是一個又長又瘦的裝置，它的名稱來自達許·漢密特的偵探小說《瘦人》和1934年上映的同名電影，而「胖子」是一個又圓又胖的裝置，得名自漢密特在1930年小說《马耳他之鹰》中登場的角色卡斯帕·古特曼（Kasper Gutman），該角色在1941年的電影版本中由悉尼·格林斯特里特飾演。而「小男孩」之名則由他人所取，是暗指「瘦子」，因為它是根據其設計來命名的。

## 開發
由於得知鈾-235可以發生裂變，因此它成為原子彈開發的首要材料。作為第一種成功開發並在戰爭中使用的原子彈設計，通常這被稱為馬克I（Mark I）。其中大部分的工作均涉及對鈾進行同位素分离，以獲得武器所需的鈾-235，因為天然鈾中只有140份之1是鈾-235。濃縮工作則在田納西州橡樹嶺的電磁分離廠，即Y-12国家安全大楼進行，最後於1944年3月完全投入營運。第一批高度濃縮的鈾則於該年6月運送到洛斯阿拉莫斯實驗室。
製造原子彈所需的大部分鈾，則來自比屬剛果的辛科洛布韋礦場，這得益於高卡唐加礦業聯盟的CEO埃德加·桑吉爾的深謀遠慮。他在1940年將約1,200短噸（1,100噸）的鈾礦運往紐約的史泰登岛倉庫保存。在1944年和1945年期間，至少有一部分1,200短噸的鈾礦石和氧化鈾在阿尔索斯任务中送往橡樹嶺進行濃縮。此外，在1945年德國投降後，試圖向大日本帝國運送氧化鈾和武器技術的德國潛艇U-234上的1,232磅（559公斤）氧化鈾，在被捕獲後也被送至橡樹嶺濃縮。
小男孩是先前的槍式分裂核武器「瘦子」（Thin Man）的簡化版本。原本「瘦子」的長度是17英尺（約5.2公尺），並且設計用於使用鈽，因此同樣適用於使用濃縮鈾。然而，在洛斯阿拉莫斯的埃米利奥·塞格雷和他的P-5小組對奧克里奇和漢福德核反應堆產生的新型鈽進行實驗後，發現其中含有同位素鈽-240形式的雜質，因此放棄「瘦子」的設計。相較於回旋加速器產生的鈽，鈽-240具有更高的自發裂變率和輻射活性，而這些原始測量結果顯示它被包含在反應堆培育的鈽中（製造原子彈所需的大量鈽），而這似乎是不可避免的。這意味著鈽的背景裂變率非常高，在形成臨界質量的初期，鈽很有可能會提前引爆並自行分裂失敗。

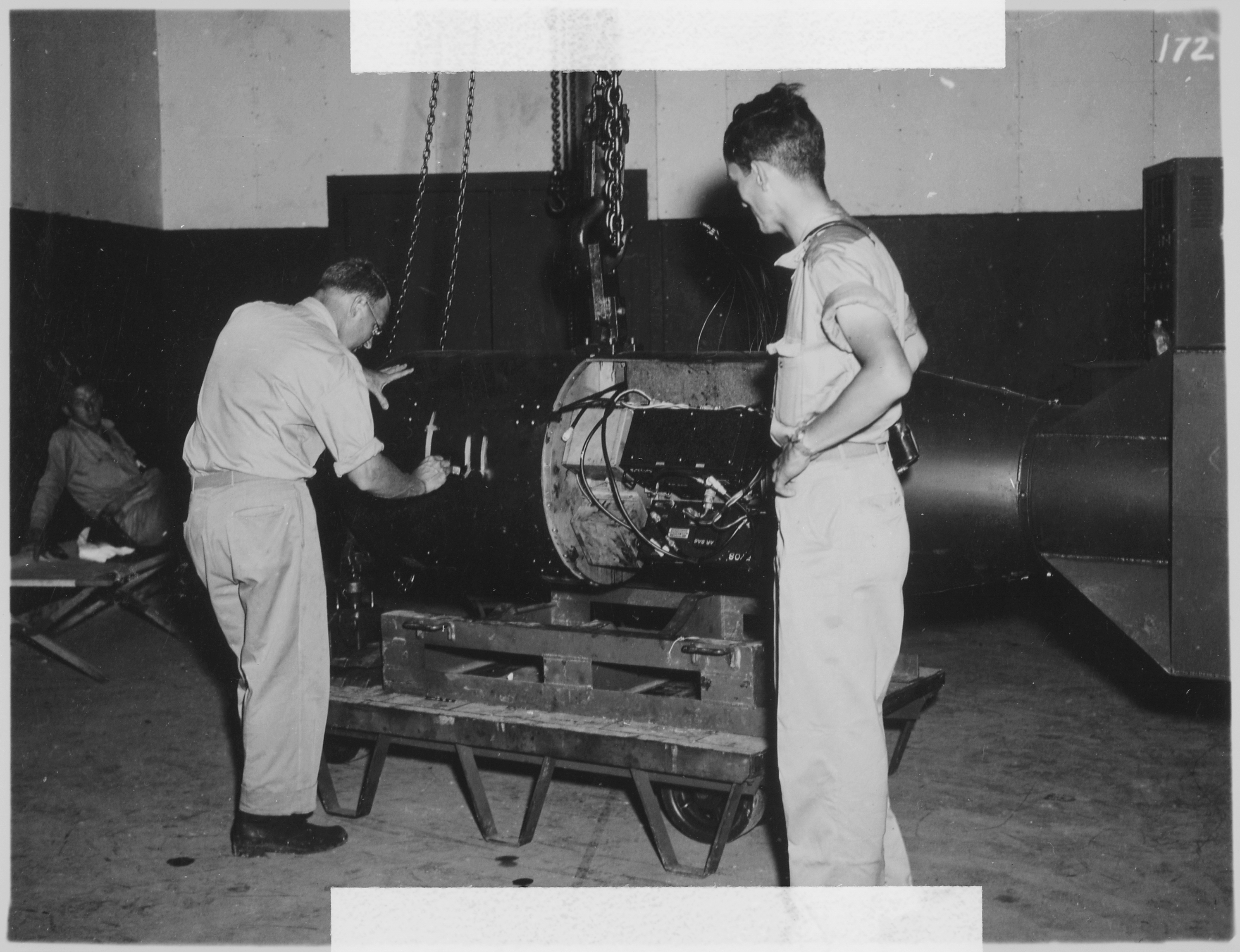
作為「阿尔索斯任务」的一部分，指揮官弗朗西斯·伯奇（左）在物理學家諾曼·拉姆齊的注視下組裝這枚炸彈。這是少數幾張可以看到炸彈內部的照片之一。

1944年7月，洛斯阿拉莫斯的幾乎所有研究都轉向內爆型鈽武器的開發。鈾槍式武器的整體責任歸給了威廉·S·帕森斯上尉的軍械（O）部門。所有設計、開發和技術工作由弗朗西斯·伯奇中校指揮官的小組統籌。相較於鈽內爆型核武器和鈽槍式裂變武器，鈾槍式武器的設計更直截了當，甚至可以說是簡單的。這個概念的追求是為了萬一開發鈽彈失敗，仍然可以使用槍式原理。因此，槍式設計之後只需使用濃縮鈾，這使得「瘦子」設計大大簡化。不再需要高速炮，可以用更簡單的武器代替。簡化後的武器長度足夠短，可以輕易放入B-29轟炸機的炸彈艙中。
設計規格於1945年2月完成，並在簽訂了建造各部件的合約後使用了三個不同的工廠進行製造，以確保沒有任何一家擁有完整的設計複製品。炮和炮膛由華盛頓哥倫比亞特區的华盛顿海军工厂制造，目標外殼和其他一些部件由密歇根州中心線的海軍軍械廠制造，尾部罩和安裝支架由底特律的專家工具和模具公司制造。炸彈（除了鈾載荷）在1945年5月初已經準備好。曼哈頓區工程師肯尼斯·尼科尔斯預計在1945年5月1日之前將擁有足夠濃縮鈾：「在8月1日之前製造一枚武器，並在12月份某個時候製造第二枚」，假設第二枚武器將是槍式；也曾考慮過為濃縮鈾設計一枚內爆彈，以增加生產速度。濃縮鈾彈頭於6月15日完成，目標於7月24日完成。目標和炸彈部件（部分組裝的炸彈，但未裝填裂變材料）於7月16日從加利福尼亚州亨特斯角海軍造船廠啟程，經由印第安納波利斯號重型巡洋艦於7月26日抵達。目標插件則於7月30日通過航空運送。
儘管所有部件都經過了測試，但在小男孩投放廣島之前，並未對槍式核武器進行實際試驗。關於核武器概念的唯一核试验是使用鈽作為裂變材料的內爆型裝置，在1945年7月16日的三位一體核試驗中進行。沒有對類似小男孩的裝置進行測試有幾個原因。首先，相較於預期可以由漢福德核反應堆生產的相對較大量的鈽，濃縮鈾很少。此外，這種武器設計如此簡單，只需對槍式組件進行實驗室測試即可。與內爆設計不同，內爆設計需要對成型炸藥進行複雜的協調，而槍式設計幾乎可以確保有效。
儘管「小男孩」裝置中包含了各種安全機制，但意外引爆仍然是可能的。舉例來說，若攜帶此裝置的轟炸機發生墜毀，「瘦子」狀的中空子彈可能會撞入「目標」圓筒，引爆炸彈或至少釋放大量輻射。然而，測試顯示這需要極不可能的500倍重力的碰撞力 。另一個擔憂是墜毀和火災可能會引發炸藥。若裝置沉入水中，鈾組件會受到中子减速剂效應，這並不會引起爆炸，但會釋放放射性污染。因此，飛行員被建議在發生墜毀時選擇降落在陸地上而非海上。

## 設計

以傳統炸藥把環狀鈾（子彈）射向圓柱狀鈾，引發核連鎖反應

小男孩長120英寸（300），直徑28英寸（71），重約9,700磅（4,400）。這個設計採用槍式方法，通過將一個中空的亚临界濃縮鈾塊和一個固體的目標圓筒強行壓在一起，形成一個超臨界質量，引發核連鎖反應。
這是透過四個裝填黑索爆藥粉末的圓柱形絲袋實現的，則將一塊鈾塊射擊到另一塊鈾上。其中黑索是一種廣泛使用的無煙推進劑，由65％硝化纖維素、30％硝化甘油、3％石蠟和2％氨基甲酸酯混合物製成，並擠成管狀顆粒。這使其表面積大且燃燒速度快，能夠產生高達每平方英寸40,000磅力每平方英寸（280,000千帕斯卡）的壓力。
戰時的「小男孩」使用的黑索來自加拿大；戰後的版本則來自皮卡廷尼兵工廠。炸彈內含有64公斤（約141磅）的濃縮鈾。其中大部分的鈾經過89％的濃縮，但部分只有50％的鈾-235，平均濃縮度為80％。在核裂變過程中，不到一公斤的鈾中只有0.7 g（0.025 oz））被轉化為幾種形式的能量，主要包括動能、熱能和輻射。

### 裝配細節
武器內部的鈾-235材料按照槍式原理被分為兩個部分：「彈頭」和「目標」。彈頭是一個中空圓柱體，佔總質量的60%（約38.5公斤或85磅）。它由九個鈾環組成，每個環的直徑為6.25英寸（約159毫米），中心有4英寸（約100毫米）孔徑，總長度為7英寸（約180毫米），被壓緊放置在一個薄壁彈頭的前端，該彈頭長16.25英寸（約413毫米）。填補彈頭內這些環後方的空間的是一個碳化鎢物圓盤，帶有鋼背板。當彈頭點火時，它沿著長72英寸（約1,800毫米），寬6.5英寸（約170毫米）的光滑膛炮管被推進42英寸（約1,100毫米）。彈芯「插入物」是一個4英寸的圓柱體，長7英寸，帶有1英寸（約25毫米）的軸向孔。插入物佔總裂變質量的40％（約25.6公斤或56磅）。插入物是由六個厚於彈頭環的洗衣機狀鈾圓盤組成，這些圓盤滑過一根直徑1英寸的棒子。然後，這根棒子通過鎢碳化物墊塞、吸收衝擊的鐵砧、以及鼻塞止墊等部件向前伸出，最終突出彈殼前端。整個目標組件的兩端都用鎖緊螺母固定。
當中空前端的彈頭抵達目標並滑過目標插入物時，鈾的超临界質量將完全被鎢碳化物和鋼的減壓器和中子反射器所包圍，這兩種材料的總質量為2,300（5,100磅）。。組件內部的中子啟動器會因彈頭撞擊目標而被激活。

### 反直覺系統
在1945年之後的前五十年裡，所有關於「小男孩」機制的出版描述和圖紙都預設一個小型實心彈頭射入一個更大的固定目標中心。然而考慮重要的質量，使得在「小男孩」中，更廣泛的中空部分應該是在彈頭部分。裝配的裂變核心則包含超過兩個鈾-235的臨界質量。這要求兩個部分中的一個擁有超過臨界質量，而較大的部分通過形狀和與中子反射的鎢碳化物減壓器的最小接觸，在組裝之前避免臨界。
較大部分的中心有一個孔，使質量分散並增加表面積，從而允許更多裂變中子逃逸，防止預期之外的連鎖反應。但是，為了使這個更大的中空部分與減壓器接觸最少，它必須是彈頭，因為只有彈頭的後端在爆炸之前與減壓器接觸。其餘的鎢碳化物包圍著亞臨界質量的目標圓筒（設計師稱之為「插入物」），兩者之間有一個氣隙。這種排列方式使最大量的裂變材料可以載入槍式組裝設計之中。

### 引信系統

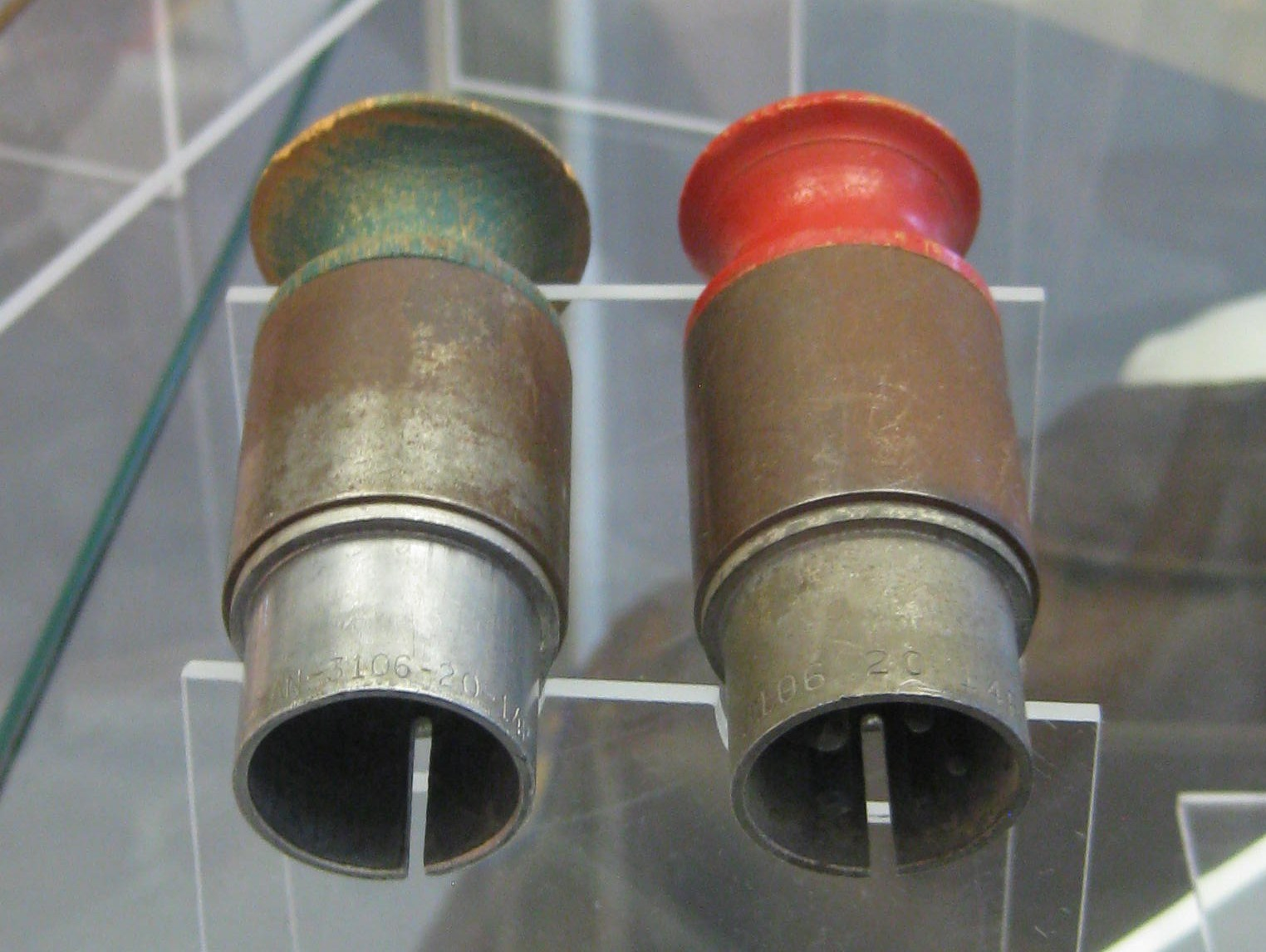
國家航空航天博物館史蒂文·乌德沃尔哈齐中心展示，類似「小男孩」型原子彈的引信插頭。

引信系統的設計旨在在最具破壞性的高度引爆，根據計算，這個高度是580（1,900英尺）。它採用了三級互鎖系統：
- 計時器確保炸彈在投放後至少15秒才會爆炸，這是預測下降時間的四分之一，以確保飛機的安全。當炸彈下降時，計時器被激活，此時連接它與飛機的電動插頭會鬆開，使計時器切換到內部的24伏特電池，並啟動計時器。在15秒結束時，炸彈距離飛機約3,600英尺（1,100），雷達高度計啟動並負責接管之後的气压表階段。[33]
- 其次，氣壓表階段的目的是延遲啟動雷達高度計的發射指令電路，直到接近爆炸高度。在下降過程中，薄金屬膜包裹著一個真空腔室（類似的設計今天在老式的牆壁氣壓計中仍在使用），隨著周圍氣壓增加逐漸變形。氣壓式引信的精確度不足以在精確的起爆高度引爆炸彈，因為氣壓會隨著當地條件的變化而變化。當炸彈達到該階段的設計高度，據報告約2,000（6,561.68英尺）），薄膜會閉合一個電路，啟動雷達高度計。氣壓式階段的添加是因為擔心外部雷達信號可能會提前引爆炸彈。[33]
- 最後，使用兩個或更多冗余雷達高度計可可靠地檢測最終高度。當雷達高度計感應到正確高度時，發射開關閉合，點燃裝在後膛塞中的三個海軍BuOrd Mk15 Mod 1槍引信，引爆含有四個絲製火藥包的炸藥，每個火藥包含有2磅（0.9）的經槽管狀的鎳腔化纖維火藥。這使鈾彈頭以最終初速300每秒（980英尺每秒）的槍口初速，向槍管的另一端發射。大約10毫秒後，連鎖反應發生，持續時間不到1微秒。所使用的雷達高度計是改裝的美國陸軍航空軍的APS-13（英语：Monica_(radar)）尾部警告雷達（英语：Tail_warning_radar），暱稱「Archie」，通常用於警告戰鬥機飛行員有其他飛機從背後逼近。[33]

## 排練

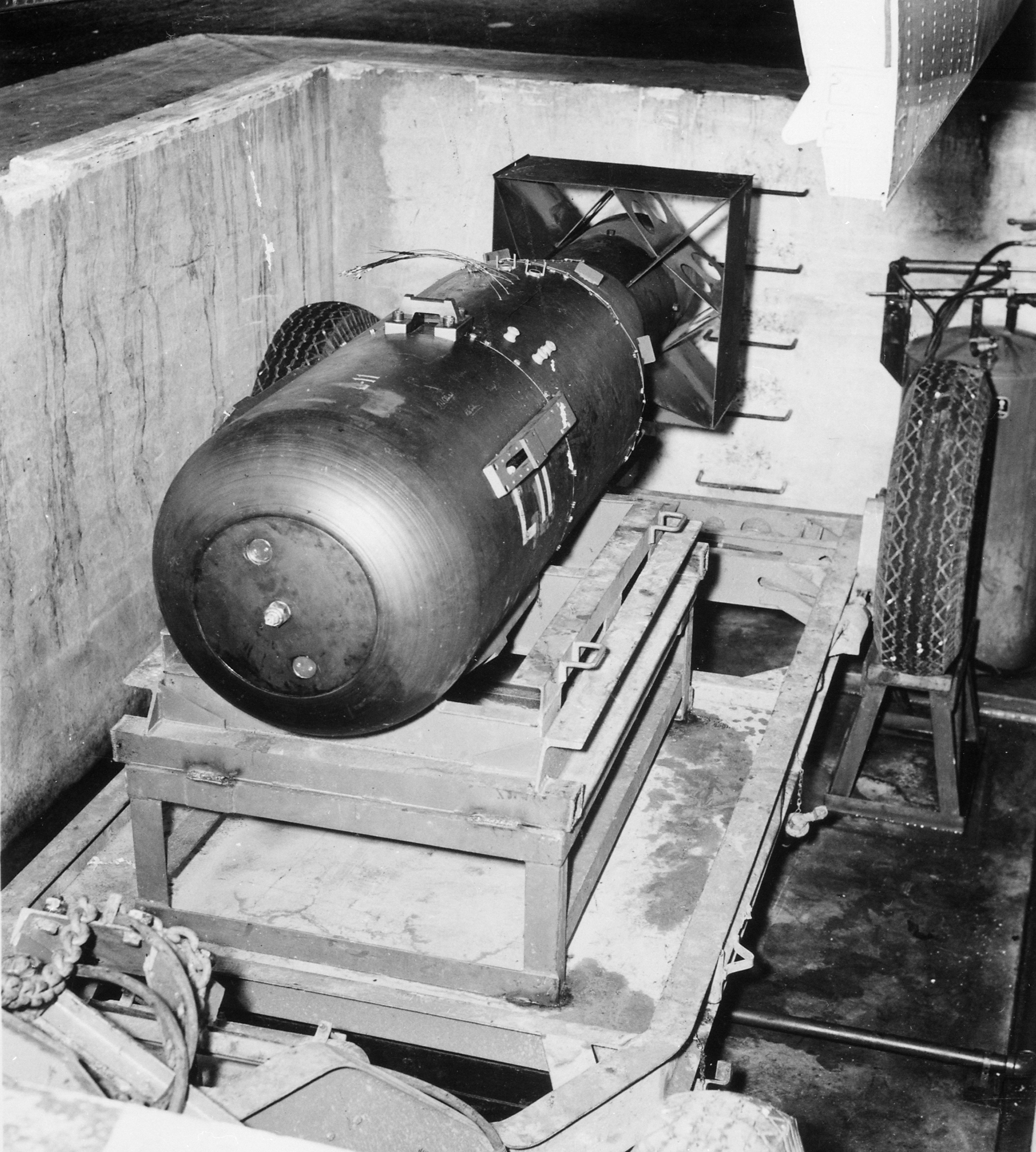
在天宁岛炸彈坑中的「小男孩」，準備被裝載到艾諾拉·蓋號轟炸機的炸彈艙中。炸彈艙門的一部分可在右上方看到。

小男孩的預組裝元件分別被編號為L-1、L-2、L-3、L-4、L-5、L-6、L-7和L-11。其中，L-1、L-2、L-5和L-6被用於測試投放。第一次投放測試使用L-1，於1945年7月23日在天宁岛附近海域進行，目的是通過後來被稱為「大臭」的B-29轟炸機測試雷達高度計，該飛機由第509混合飛行大隊的指揮官上校保羅·W·蒂貝茨駕駛。
之後的兩次海上測試分別於7月24日和25日進行，使用L-2和L-5裝置以測試所有元件。蒂貝茨也是這兩次任務的飛行員，但這次使用的轟炸機是隨後被稱為「賈比特三世」的一架B-29轟炸機。L-6在7月29日用作彩排，轟炸機使用「下一個目標」，由查爾斯·W·斯威尼少校駕駛，飛往硫磺島，並進行裝載炸彈到待命飛機的緊急程序練習。這次排演後來在7月31日重複進行，但這次L-6被重新裝載到一架不同的B-29轟炸機，艾諾拉·蓋，由蒂貝茨駕駛，並在天寧島附近進行炸彈測試投放。
至於L-11，則是用於廣島的原子彈裝置編號。

## 廣島引爆

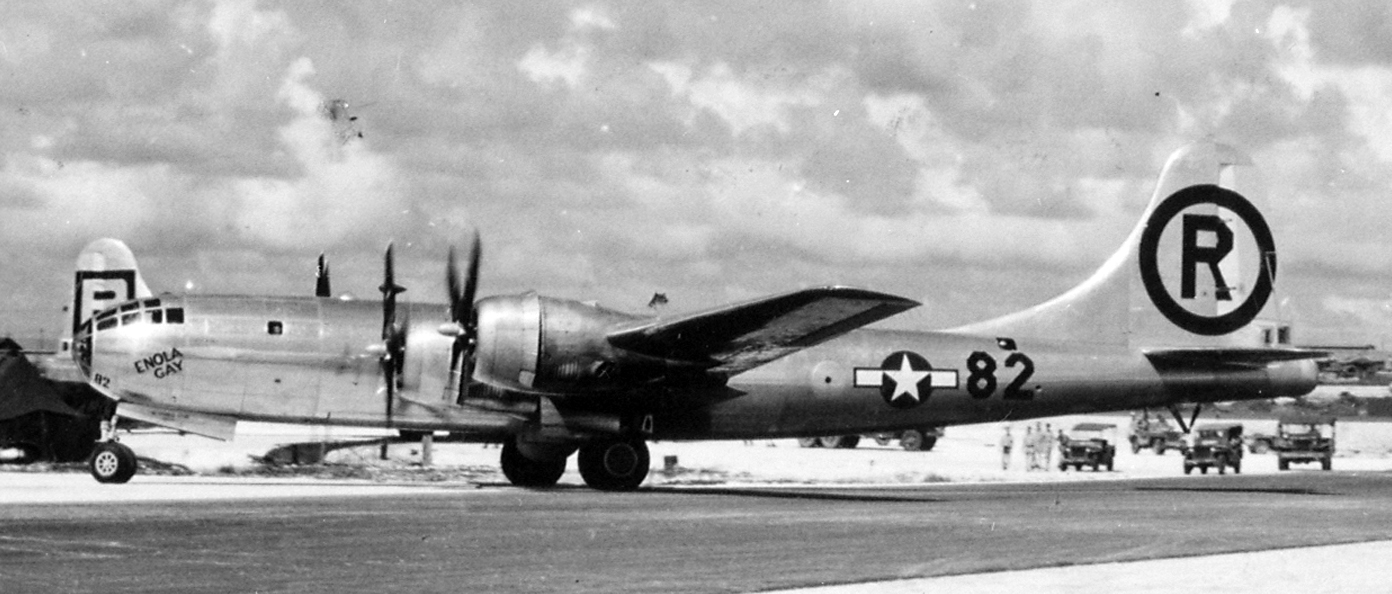
廣島任務後的艾諾拉·蓋號進入停機坪。它處於第六轟炸大隊的塗裝，尾翼前方的機身上可見編號82。

艾諾拉·蓋號轟炸機的武器專家帕森斯，曾對於飛機在起飛時墜毀導致「小男孩」意外引爆的可能性感到擔憂，因此他決定在飛行中才將四個火藥袋裝入槍膛。起飛後，帕森斯和他的助手第二中尉莫里斯·傑普森沿著左側的狹窄人行道進入炸彈艙。傑普森拿著手電筒，帕森斯則斷開了引信線取下了槍膛蓋，並插入了火藥袋，重新安裝了槍膛蓋，重新連接了引信線。在接近目標時攀升高度之前，傑普森將內部電池和引爆機構之間的三個安全插頭，從綠色換成紅色，這樣炸彈就完全武裝了起來。傑普森則監控著炸彈的電路。
1945年8月6日，炸彈在日本標準時間08時15分左右投下。下落了44.4秒後，時間和氣壓觸發器啟動了引爆機構。爆炸發生在1,968正負50英尺（600正負15）的高度。它的威力比投在長崎市的胖子原子彈要小，但廣島的損壞和受害者數量則比長崎要高得多，因為廣島位於平坦地帶，而長崎的原爆點位於一個小山谷中。

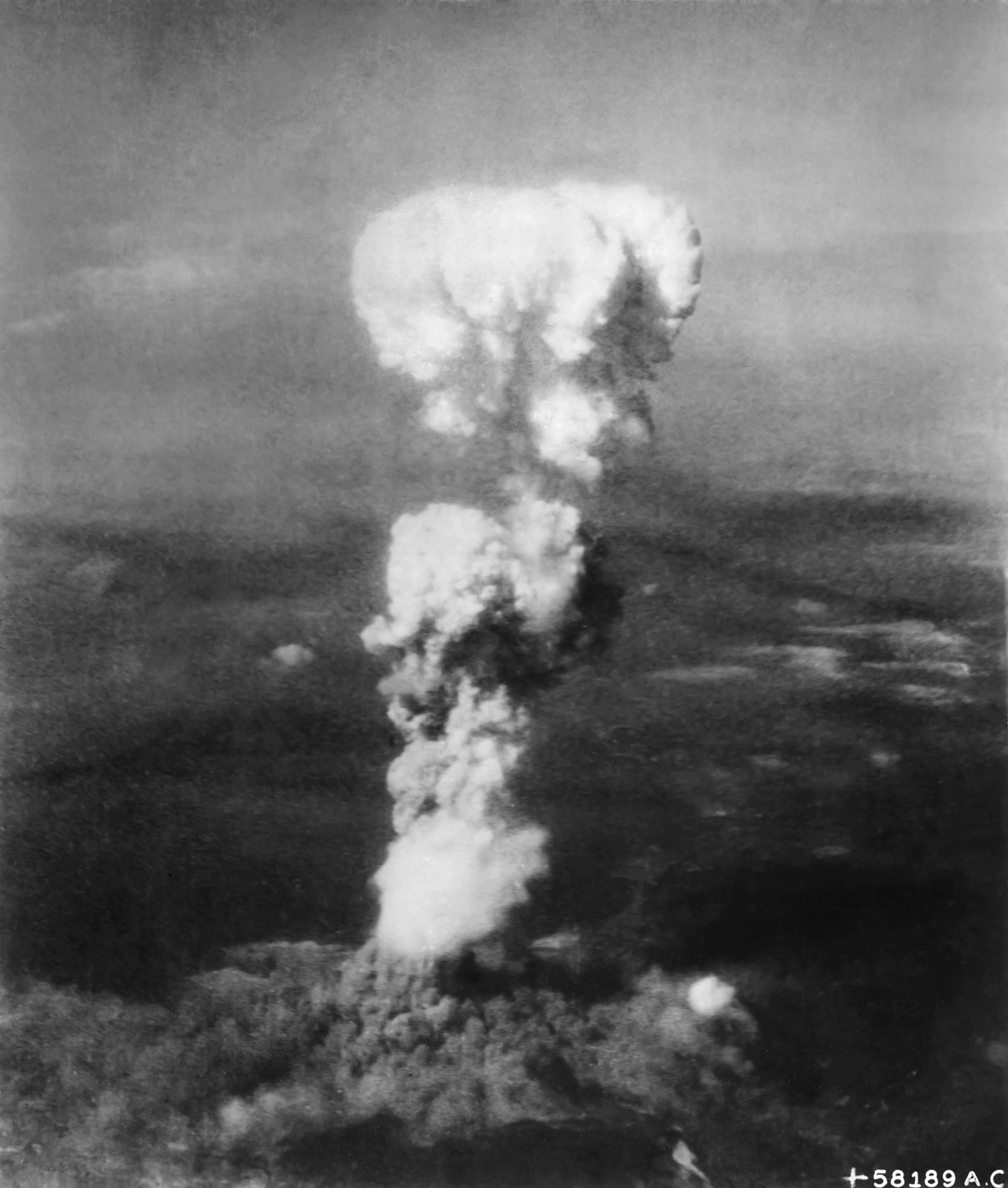
小男孩引爆後在廣島上空的蘑菇雲

根據1945年公佈的數據，有66,000人直接死於廣島爆炸，69,000人受傷程度不等。後來的估算將死亡人數提高到高達140,000人。美國戰略轟炸調查報告估計，廣島爆炸時有24,158名大日本帝國陸軍士兵，其中6,789人因爆炸而死亡或下落不明。
關於炸彈的爆炸能量確切測量具有困難，因為這種武器從未進行過測試。哈里·S·杜魯門總統正式宣佈炸彈的能量為20千公噸黃色炸藥（84焦耳）。這是基於帕森斯對比起他在三位一體核試驗中所見的爆炸更大的視覺評估。由於特里尼蒂蒂的估算為18千公噸黃色炸藥（75焦耳），演說稿作了四捨五入的20千噸。之後的討論被壓制，以免減少炸彈對日本的影響。路易斯·阿尔瓦雷茨、哈羅德·阿格紐和勞倫斯·H·約翰斯頓在觀察機大艺术家号轰炸机上收集了數據，但當時這些數據未用於計算爆炸能量。
戰爭結束後，曼哈頓计划的一個調查小組被派往廣島評估爆炸的影響，小組成員包括威廉·彭尼、羅伯特·瑟伯和喬治·雷諾茲。他們進行了對受影響物體和結構的評估，並得出炸彈的威力為12 ± 1千噸。隨後，根據焦炭現象進行的計算指出威力為13至14千噸。到了1953年，弗雷德里克·莱因斯計算出炸彈的威力為15千公噸黃色炸藥（63焦耳），並且這個數字成為官方公認的威力數據。

## 物理效果
1945年4月選定廣島作為原子彈的目標後，該城市被避免遭受常規的轟炸，以成為原始的目標，這樣可以觀察到核彈對一座未受損城市的影響。儘管損壞可以稍後研究，但未經測試的「小男孩」設計的能量產出只能在爆炸時刻確定，使用由一架與投彈飛機形成隊形的飛機降落傘投放的儀器來進行測量。這些儀器傳輸的無線電數據顯示威力約為15千噸。
將此威力與觀察到的損害進行比較則得到了一個粗略估計的法則，稱為5磅力每平方英寸（34千帕斯卡）致死區域法則。在衝擊波帶有這樣的超壓或更大的區域內，幾乎所有人都會喪生。在廣島，這個區域的直徑為3.5（2.2英里）。
損害主要來自三個主要影響：衝擊波、火災和輻射。

### 衝擊波

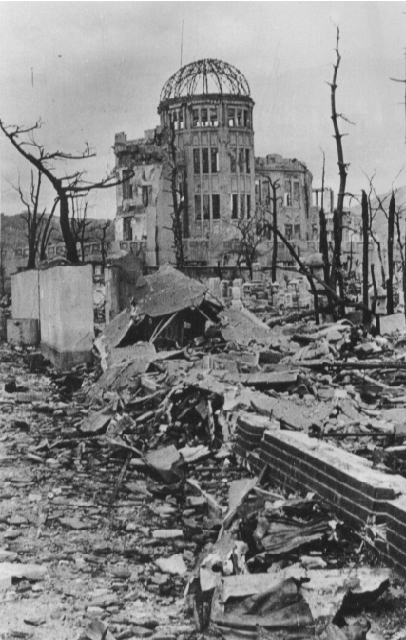
1945年10月，原子彈爆炸後的廣島縣產業獎勵館，爆炸中心附近的建築物僅此建築勉強屹立，目前該建築已改稱「原爆圆顶馆」獲得保存。

核彈爆炸所產生的衝擊波或壓力波是由X射線加熱的空氣（稱為火球）在所有方向上傳播，其初始速度超過音速，類似於雷電引起的雷聲。關於城市爆炸破壞的了解主要來自對廣島「小男孩」核彈的研究。雖然長崎的建築物在相似的距離上遭受了相似的破壞，但長崎的核彈在離市中心3.2（2.0英里）的地方爆炸，而該地區的地形部分裸露，缺乏建築物。
在廣島，距離爆炸點正下方1.6（1.0英里）的幾乎所有物體都被完全摧毀，除了約50棟嚴重加固、抗震的鋼筋混凝土建築物，它們僅剩下外表，而內部幾乎被完全挖空。窗戶、門、窗框等都被撕裂。嚴重爆炸破壞的範圍周圍大致遵循距離爆炸點1.8（1.1英里）處的5磅每平方英寸（34千帕）等壓線。
後來在核武器試驗中，透過與房屋和其他結構物靠近的爆炸測試，確認了5磅每平方英寸的超壓閾值。一般城市建築受到這種壓力的影響時，會被壓碎、推倒或內部被挖空。結構性破壞的主要效應之一是在嚴重破壞區域內同時引發了多處火災，因為燃料被點燃。

### 火災
核彈爆炸的第一個效應是刺眼的光芒，伴隨著火球散發出的輻射熱。廣島爆炸時，火球的直徑達到370（1,200英尺），表面溫度高達6,000 °C（10,830 °F），幾乎與太陽表面的溫度相同。靠近原爆點的地方，所有易燃物幾乎在瞬間被引燃。有一個著名但不知名的廣島受害者，坐在距離爆心260米（850英尺）的石階上，只留下了一個人的影子，因為吸收了火球的熱量，永遠地漂白了周圍石階的表面。該石日後被稱為人影之石。
與此同時，由於火球的高溫和被撞倒的爐灶、爐子、電器短路等原因，火災在爆炸損壞區域內不斷爆發。爆炸發生後20分鐘，這些火災合併成了一股火風暴，從各個方向將地面上的空氣拉入，形成了一片吞噬所有易燃物的地獄。

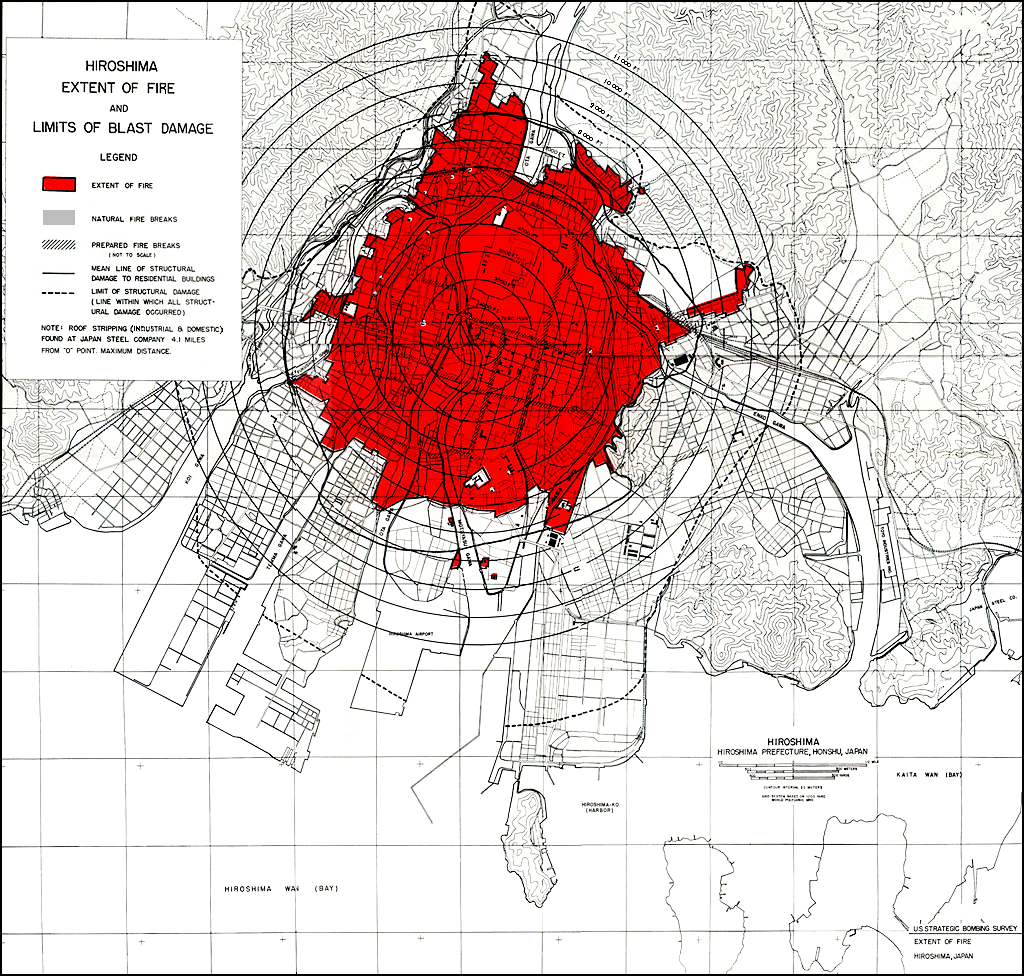
美軍在廣島原子彈爆炸後對於火災調查的的戰略轟炸地圖。

廣島的火風暴直徑約為3.2公里（2.0英里），與嚴重爆炸損壞區域基本吻合。爆炸損壞的建築物為火災提供了燃料，結構木材和家具被粉碎和散落。瓦礫阻礙了道路，妨礙了消防隊的行動。破裂的煤氣管釋放出燃料，而斷裂的水管使消防栓無效。相比之下，長崎的火災沒有合併成一個單一的火風暴，火災損壞面積僅為廣島的四分之一，部分原因是受到西南風的影響，將火災推離城市。
另外，廣島的火風暴跳過了自然的防火帶（河道），以及預先設置的防火帶。火災的蔓延僅在達到爆炸損壞區域邊緣時停止，因為可用的燃料減少。根據《曼哈頓計劃》對廣島的報告估計，60％的直接死亡是由火災造成的，但是要注意，「在爆炸中心附近的許多人因為受到炸彈效應的多重傷害而死亡」。

### 輻射
放射性落下灰是指含有放射性裂變產物的炸彈坑灰塵和灰燼，它們被風吹向坑口下風處，僅靠輻射就能產生比爆炸和火災造成的致命區域大得多的範圍。然而，在「小男孩」核彈的情況下，由於是在距離地面580米（1900英尺）的空中爆炸，裂變產物因而上升到平流層消散並成為全球環境的一部分，因此並沒有任何的炸彈坑，也沒有地方性的放射性沉降。
然而，核彈爆炸產生的大量中子辐射和伽马射线直接來自於鈾的裂變。其致命半徑約為1.3（0.8英里），覆蓋了大約一半的火風暴區域。估計30％人口的直接死亡是因為受到致命劑量的輻射，但是在火風暴中死亡之前，他們的輻射傷害還不明顯。儘管超過6,000人在爆炸和火災中倖存下來，但最終均死於輻射傷害。在受傷的倖存者中，約有30％的人有輻射傷害，雖然他們康復了，但終生的癌症風險卻大幅增加了。迄今為止，尚未觀察到被爆者子女之間與輻射相關的遺傳疾病的證據。
日本投降確定後，曼哈頓計劃的科學家立即開始對廣島進行調查，以更好地了解損害情況，並與日本醫生交流，特別是關於輻射影響的知識。這個合作計劃在1946年成為「原子彈受害者委員會」，是一個美國和日本聯合項目，用於追踪被爆者中的輻射傷害。1975年，其工作由輻射效應研究基金會接替。
1962年，洛斯阿拉莫斯的科學家創建了一個名為「一番計劃」的「小男孩」模型，以解答有關該炸彈的輻射輸出的一些未解之謎，這將有助於設定詮釋輻射暴露與後續健康結果之間關係的基準。然而，該模型未能解決所有問題。後在1982年，洛斯阿拉莫斯再次製作了一個與原始圖紙和規格相符的「小男孩」複製品。然後，他們在安全配置下使用濃縮鈾進行測試，以防止核爆炸發生。使用液壓升降機移動砲彈，並進行實驗以評估中子的放射。

### 常規武器當量
儘管小男孩的爆炸產生了相當於16000噸TNT的能量，根據美國戰略轟炸調查團的估算，相同的爆炸和火災效應可以由2100噸常規炸彈引起：「220架B-29轟炸機攜帶了1200噸燃烧弹，400噸高爆弹和500噸殺傷人員武器破片彈。」由於目標分佈在二維平面上，單個球形核爆炸的垂直成分在很大程度上被浪費了。一個由較小爆炸組成的集束彈藥模式將更有效地達到目標。
根據「一番計劃」的數據以及大藝術家號轟炸機所提供的壓力波數據，估計核彈的產量在1960年代為16.6 ± 0.3千噸。在考慮了許多估算方法後，一份1985年的報告得出的結論是，該核彈的產量是15千公噸黃色炸藥（63焦耳） ± 20％。

## 戰後

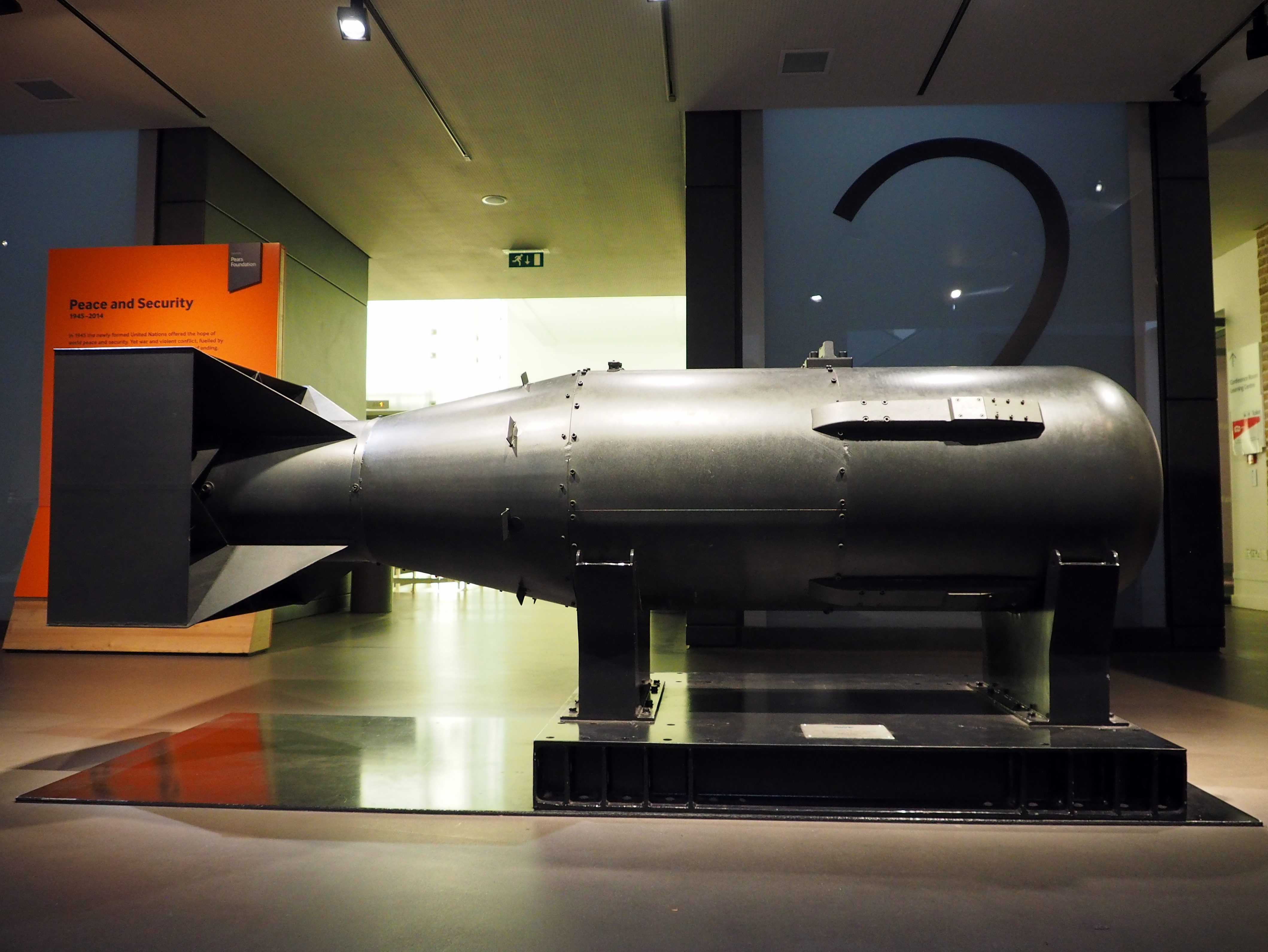
曾為廣島使用的炸彈而製造的五個「小男孩」測試外殼之一，目前在帝国战争博物馆展出。

戰爭結束後，人們原本不期望再次需要效率低下的「小男孩」設計，因此許多計劃和圖表都被銷毀。然而，到了1946年中期，漢福德核反應堆受到维格纳效应的嚴重影響。面對無法再為新核心生產钋和為已生產核心的啟動裝置提供鉛的前景，曼哈頓計劃主任莱斯利·理查德·格罗夫斯少將下令準備一些「小男孩」作為一個臨時措施，直到找到解決方案。然而，當時並無可用的「小男孩」裝置，也找不到完整的「小男孩」的圖表，僅有各種零件的圖紙和備用零件仍存。
在桑迪亞基地，三名陸軍軍官，艾伯特·貝瑟爾上尉、理查德·邁耶上尉和鮑比·格里芬上尉，試圖重新製造「小男孩」。他們受到了「小男孩」專家哈洛·W·拉斯的監督，他曾在天寧島的艾爾巴塔計劃中服役，現在是洛斯阿拉莫斯實驗室Z部門（Z Division）Z-11小組的負責人。他們逐漸找到了正確的圖紙和零件，並弄清了它們的組裝方式。最終共製造了六個「小男孩」裝置。儘管外殼、槍管和零件都經過了測試，但未提供濃縮鈾用於裝置。到了1947年初，由於威格納效應引起的問題已經在解決中，這三名軍官最後被重新分配。
海軍軍械局在1947年製造了25個「小男孩」裝置，用於具有核能力的P-2海王星巡邏機（可以從中途島級航空母艦進行發射，但無法降落該級航空母鑑）。這些零件由愛達荷州波卡特洛和肯塔基州路易維爾的海軍軍械廠生產。到了1948年，已經有足夠的裂變材料可以製造十個彈頭和靶核，儘管只有足夠的啟動裝置可以製造六個。所有的「小男孩」裝置都在1951年1月底前從服役中撤回。
史密森尼学会曾展示了一個「小男孩」（除了濃縮鈾之外都仍是完整的組件），直到1986年。美國能源部從博物館取出該武器的內部組件，以防止炸彈被偷竊並使用裂變材料引爆。政府於1993年將空殼還回給史密森尼學會。目前美國境內還有三枚解除武裝的「小男孩」核彈展示品，而另一枚則在倫敦的帝国战争博物馆展出。

### 引用
1. ↑  Sublette, Carey. .   [29 August 2013].
2. 1 2  Coster-Mullen 2012，第18–19, 27頁.
3. ↑  Serber & Crease 1998，第104頁.
4. ↑  Hansen 1995，第V-105頁.
5. ↑  Jones 1985，第9頁.
6. ↑  Jones 1985，第138頁.
7. ↑  Jones 1985，第143頁.
8. ↑  Jones 1985，第64–65頁.
9. ↑  Groves 1962，第34頁.
10. ↑  Rhodes 1986，第427頁.
11. ↑  Rhodes 1995，第160–161頁.
12. ↑  . New England Historical Society. 15 May 2015  [19 September 2018]. （原始内容存档于2023-09-25）.
13. ↑  Hoddeson et al. 1993，第228頁.
14. ↑  Hoddeson et al. 1993，第245–249頁.
15. ↑  Rhodes 1986，第541頁.
16. ↑  Hoddeson et al. 1993，第257頁.
17. ↑  Hoddeson et al. 1993，第262頁.
18. ↑  Nichols 1987，第175–176頁.
19. 1 2 3  Hoddeson et al. 1993，第265頁.
20. ↑  Hansen 1995，第111–112頁.
21. ↑  Hoddeson et al. 1993，第293頁.
22. 1 2  Hansen 1995，第113頁.
23. ↑  Hoddeson et al. 1993，第333頁.
24. ↑  Gosling 1999，第51頁.
25. 1 2  Coster-Mullen 2012，第18頁.
26. ↑  Coster-Mullen 2012，第27頁.
27. ↑  Glasstone & Dolan 1977，第12頁.
28. ↑  Sublette, Carey. .   [29 August 2013].
29. ↑  Bernstein 2007，第133頁.
30. ↑  Hoddeson et al. 1993，第263–265頁.
31. 1 2  Samuels 2008.
32. 1 2  Coster-Mullen 2012，第23–24頁.
33. 1 2 3 4  Hansen 1995a，第2–5頁.
34. ↑  Campbell 2005，第46, 80頁.
35. ↑  Coster-Mullen 2012，第100–101頁.
36. ↑  Coster-Mullen 2012，第34–35頁.
37. ↑  The Manhattan Engineer District. . Project Gutenberg (Public Domain): 3. 29 June 1946. （原始内容存档 (PDF)于2012-04-06）.
38. ↑  Wellerstein, Alex. . Bulletin of the Atomic Scientists. 4 August 2020  [2023-07-28]. （原始内容存档于2023-12-27）.
39. ↑  Craven & Cate 1983，第723頁.
40. 1 2  Hoddeson et al. 1993，第393頁.
41. ↑  Malik 1985，第18–20頁.
42. ↑  Malik 1985，第21頁.
43. 1 2 3  Malik 1985，第1頁.
44. ↑  Groves 1962，第267, "為了準確評估（核）炸彈的效應，目標城市不應事先受到空襲的破壞。其中選擇了包括廣島和京都在內的四個城市。戰爭部長斯蒂姆森否決了京都，於是選擇了長崎作為替代目標。第275頁上提到，當初在選定目標城市時，已向關島的陸軍航空部隊發出指令，未經戰爭部特別授權，不得對這些城市進行轟炸。"頁.
45. ↑  Glasstone 1962，第629頁.
46. ↑  Glasstone & Dolan 1977，第Nuclear Bomb Effects Computer頁.
47. ↑  Glasstone & Dolan 1977，第1頁.
48. ↑  Diacon 1984，第18頁.
49. ↑  Glasstone & Dolan 1977，第300, 301頁.
50. ↑  The Atomic Bombings of Hiroshima and Nagasaki, 1946，第14頁.
51. 1 2  Glasstone & Dolan 1977，第300–304頁.
52. ↑  Glasstone & Dolan 1977，第304頁.
53. ↑  The Atomic Bombings of Hiroshima and Nagasaki, 1946，第21–23頁.
54. 1 2  The Atomic Bombings of Hiroshima and Nagasaki, 1946，第21頁.
55. ↑  Glasstone & Dolan 1977，第409 "空爆，依定義而言，是指在離地面高度足夠高的情況下進行的爆炸，使得地表材料不會被大量捲入火球中。... 空爆產生的早期沉降物通常不會太顯著。然而，空爆可能會在爆炸中心周圍的一般地區產生一些誘發性的放射性污染，這是由於土壤中的元素被中子俘獲所引起的。」第36頁，「在廣島... 由於沉降物而引起的傷害完全不存在。」"頁.
56. ↑  Glasstone & Dolan 1977，第Chapter VIII and the 'Nuclear Bomb Effects Computer'頁.
57. ↑  Wellerstein, Alex. . nuclearsecrecy.com. Alex Wellerstein.   [2021-07-28]. （原始内容存档于2023-05-03）.
58. ↑  . Radio Netherlands Archives. 31 July 2005  [16 December 2018]. （原始内容存档于2020-10-28）.
59. ↑  Genetic Effects.
60. ↑  Izumi BJC 2003.
61. ↑  Izumi IJC 2003.
62. ↑  Putnam, F. W. . Proceedings of the National Academy of Sciences of the United States of America. 12 May 1998, 95 (10): 5426–5431. PMC 33857 . PMID 9576898. doi:10.1073/pnas.95.10.5426 .
63. ↑  Coster-Mullen 2012，第86–87頁.
64. 1 2  D'Olier 1946，第24頁.
65. ↑  Malik 1985，第16頁.
66. 1 2  Coster-Mullen 2012，第85頁.
67. 1 2  Abrahamson & Carew 2002，第41–42頁.
68. ↑  Hansen 1995，第3頁.
69. ↑  . strategic-air-command.com.   [2023-07-28]. （原始内容存档于2019-04-02）.